# 周雪光
周雪光（1959年—），山东淄博人。斯坦福大学社会学系教授、系主任，里曼-斯伯格里国际问题研究所高级研究员，现任美国斯坦福大学社会学系教授、清华大学社会学系兼职教授、香港科技大学商学院组织管理系系主任、北京大学社会学系客座教授、香港中文大學社會學系榮譽客座教授。主要从事组织社会学、社会分层和中国转型社会的研究工作; 近年来关注两个课题：（1）从历史维度认识中国官僚体制的演变过程，及其对当代国家治理的影响；（2）从人事管理制度的角度认识中国政府内官员流动，及其折射出的组织结构和运作特点。

## 教育生涯
- 1978-1982年，复旦大学国际政治系
- 1984-1991年就读于斯坦福大学社会学系，1991年于斯坦福大学获博士学位
- 1991-1994年任康奈尔大学社会学助理教授
- 1994-2006年任杜克大学社会学助理教授、副教授、教授
- 2006年至今任斯坦福大学社会学教授

## 著作
- The State and Life Chances in Urban China: Redistribution and Stratification, 1949-1994.（Cambridge University Press. 2004）
- 《组织社会学十讲》（北京：社会科学文献出版社. 2003.）
- 《从官吏分途到层级分流：帝国逻辑下的官僚人事制度.》（《社会》2016（36.1）: 1-33.）
- 《从‘黄宗羲定律’到帝国的逻辑：中国国家治理逻辑的历史线索.》
- 《中国国家治理的制度逻辑 : 一个组织学研究》

1. 1 2  . www.ihss.pku.edu.cn.   [2024-01-14]. （原始内容存档于2024-01-14）.